# Émile Bourgeois (componist)
Émile Bourgeois (Parijs, 13 september 1849 – 18 september 1922) was een Frans componist, dirigent en pianist.
Er is enige briefwisseling bekend tussen Bourgeois en Jules Massenet. Bourgeois was enige tijd dirigent van het orkest en koor van de Opéra Comique in Parijs. In die hoedanigheid gaf hij de première van de totaal vergeten opera Nita van grotendeels vergeten componist William Legrand-Howland (1873-1915) op 31 januari 1898.
Werken:
- opus 1: Le Sylphe
- opus 2: Taïlamé
- opus 3: Souvenir de Néris
- opus 4: Fileuse
- opus 5: L'idéale
- opus 6: Dieppe Express
- opus 7: Roses de mai
- opus 10: Marche orientales
- opus 11: Gavottes
- opus 12: Souvenir de Vienne
- opus 13: Berceuse pour violon avec accompagnement de piano
- opus 15: Valse lente
- opus 17: Pervenche
- opus 18: Pianotrio (opgedragen aan koning Lodewijk I van Portugal en Algarve)
- opus 19: La Madrilène
- opus 20: Feu follet
- opus 21: Menuets
- opus 22: Valse caprice
- opus 23: Les fuseaux
- opus 24: Les gnomes
- En veel werkjes zonder opusnummer waaronder Mam’zelle Mariette, Tziganes polka en La véritable Manola[1]

- Biblioteca Nacional de España: XX1685685
- Bibliothèque nationale de France: cb148472752 (data)
- Gemeinsame Normdatei: 117623180
- International Standard Name Identifier: 0000 0000 3777 0800
- Library of Congress Control Number: no89001302
- Nationale Bibliotheek van Letland: 000347411
- Base Léonore: 19800035/242/32234
- Nationale Bibliotheek van Tsjechië: mzk2012678614
- Nederlandse Thesaurus van Auteursnamen: 308128672
- Trove: 1529368
- Virtual International Authority File: 22408720
- WorldCat: E39PBJbCHWM6KWp9DwyxbGDDv3